# Eid kommune
 For alternative betydninger, se Eid. (Se også artikler, som begynder med Eid)
Eid er en tidligere kommune i Nordfjord i Vestland fylke i Norge. Den grænser i nord til Vanylven og Volda, i øst til Hornindal og Stryn, i syd (syd for fjorden) til Gloppen og Bremanger, og i vest til Vågsøy.
1. januar 2020 blev Selje og Eid kommuner lagt sammen til Stad kommune.
Den norske matematiker Sophus Lie (1842–99) blev født i kommunecenteret Nordfjordeid.
John Jakobsen Lothe kom fra Eid og deltog i slaget ved Berby i 1808. Efter at bataljonen kom tilbage til Bergen i 1811, valgte John Lothe at blive boende i byen. Han skrev vers og viser, den mest kendte skrev han i 1811 på hjemvej til Vestlandet. Visen handler om hærtoget i Østfold og blev første gang trykket i Kristiansand samme år. Visen har 47 vers og er kendt som "Jo Lothe-visen".

## Frivillige organisationer
Eid er kendt som en kommune med et stærkt frivilligt engagement. Dette er en drivkraft bag Malakoff Rockfestival og Opera Nordfjord.
Andre frivillige hold og organisationer i kommunen:
- Eid IL
- Nordfjord Nærradio
- Operaens vener
- Frivillighedscentralen
- Nordfjordeid Skolekorps